# Seignelay
 Seignelay  es una población y comuna francesa que se encuentra en la región de Borgoña, departamento de Yonne, en el distrito de Auxerre. Es el chef-lieu del cantón de Seignelay.

## Demografía
| 1047 | 1042 | 1132 | 1485 | 1538 | 1546 |
| Para los censos de 1962 a 1999 la población legal corresponde a la población sin duplicidades (Fuente: INSEE [Consultar]) |      |      |      |      |      |